# 上海大戏院 (虹口)
上海大戏院（Isis Theatre），1917年5月17日由粤商曾焕堂和意大利人A.E.劳罗在上海虹口毗邻公共租界的北四川路523号（今四川北路1408号）开设。1920年，曾焕堂收购了全部股权，上海大戏院成为了上海唯一一家由华商独资开设的影戏院。大戏院的英文名取自古埃及神话女神伊西斯。

## 历史
1927年由扬子游艺公司接办。
1932年12月中苏复交，国民党政府允许个别电影院上映苏联影片。次年2月16日，上海大戏院首次公开放映苏联电影《生路》(原名《人生大道》)，从而开创了中苏复交后放映苏联电影之先例。
1935年相继易手于广发公司和利记公司。
1937年，在八一三事变前夕，连映数部苏联电影后歇业。日军占领虹口后，上海大戏院旧址变为日产工业自动车厂。
建国后，汽车修理工场改为市烟糖批发部仓库。上世纪90年代，改为烟酒糖业集团公司百花第一食品商场。2002年1月，商场被拆，开工兴建开放式绿地；是年9月28日，四川北路公园建成开园。

## 轶事
鲁迅曾多次与亲友同往上海大戏院观影，逝世前十天还在上海大戏院观看了普希金中篇小说《杜布罗夫斯基》改编的《复仇艳遇》。